# Non ti scordar di me (brano musicale)
Non ti scordar di me è una canzone composta da Ernesto De Curtis sul testo di Domenico Furnò nel 1935 per le edizioni musicali Bixio Cemsa.

## Storia e significato
Lanciata da Beniamino Gigli nel film omonimo del 1935 diretto da Augusto Genina, scritto da Ernst Marischka ed interpretato dallo stesso Gigli, girato ad Amburgo.
Sempre nel 1935 il film fu prodotto in lingua tedesca col titolo Vergiß Mein Nicht, nella colonna sonora il brano sarà eseguito dalla Oskar Joost Tanz-Orchester. La trama del film era prevedibile: quella di un tenore che riconquistava l'amata grazie alla sua voce e a tale canzone.
Il testo della canzone è una dichiarazione di amore fedele e malinconico e pieno di nostalgia. Il protagonista  parla della tristezza, perchè la persona amata se ne è andata, come una rondine che parte mentre arriva l'inverno. Lui è addolorato per non aver ricevuto neanche un saluto o un bacio prima della partenza. Tuttavia lui continua ad amarla e le chiede di non dimenticarlo, perché nel suo cuore ci sarà sempre un posto per lei.

## Altre versioni
- xxxx, Gino Baldi
- xxxx, Vasko Bulgarelli
- 1935, Carlo Buti - Non ti scordar di me/Mille cherubini in coro (Columbia, DQ 1626), inserita nell'album Italia amata del 1958 (Capitol Records, T 10129)
- 1942, Li Xianglan e Shigheo Kusunoki
- 1955, Michelangelo Verso
- 1961, Aurelio Fierro
- 1961, Ferruccio Tagliavini
- 1963, Robertino - Spazzacamino/Non ti scordar di me (Carosello Records, CE. 20064), inserita nell'album O sole mio del 1961 (Kapp Records, KL-1252)
- 1967, Claudio Villa
- 1967, rinnovata da Sergio Leonardi nel singolo Il sole (The Sun)/Non ti scordar di me  che raggiunge il 15º posto in classifica (Derby, DB 5190).[2][3]
- 1967, Orietta Berti
- 1968, Mina nell'album Le più belle canzoni italiane interpretate da Mina
- 1969, ancora Mina nell'album I discorsi
- 1975, Gigliola Cinquetti
- 1977, Peter Schreier
- 1977, The Golden Girls Quartet & Joe "Nat" Palele Orchestra nell'album Non ti scordar di me - Remember Me (Vedette, VPAS 949)
- 1979, Plácido Domingo
- 1984, riproposta da Luciano Pavarotti con l'arrangiamento di Henry Mancini nell'album Mamma
- 1988, Sergio Preden
- 1992, Silvia Geszty
- 1994, Luciano Tajoli
- 1998, Willy Alberti
- 1999, Al Bano nell'album Volare - My favorite italian songs
- 2018, Antonella Ruggiero nell'album "Quando facevo la cantante" - CD 3 "La canzone d'autore". Il bravo è stato registrato dal vivo in occasione nel concerto all'Auditorium Gen. S. Florio a L'Aquila il 6 settembre del 2009, con l'accompagnamento dell'Orchestra Sinfonica Abruzzese arrangiata e diretta da Francesco Santucci.

### Versioni in tedesco
Ferruccio Tagliavini, Fritz Wunderlich

## Versioni strumentali
- 1983, Fausto Papetti
- 2012, Paolo Fresu